# Distretto di Čečel'nyk
Il distretto di Čečel'nyk (in ucraino Чечельницький район?) era un distretto dell'Ucraina, appartenente nell'oblast' di Vinnycja. Il suo capoluogo era Čečel'nyk. È stato soppresso con la riforma amministrativa del 2020.